# Hylophasma pulchra
Hylophasma pulchra là một loài tò vò trong họ Ichneumonidae.